# Roda JC in het seizoen 1969/70
Het seizoen 1969/1970 was het achtste jaar in het bestaan van de Kerkraadse betaaldvoetbalclub Roda JC. De club kwam uit in de Tweede divisie en eindigde daarin op de negende plaats. Tevens deed de club mee aan het toernooi om de KNVB beker, hierin werd de club in de eerste ronde uitgeschakeld door GVAV (0–1).

## Wedstrijdstatistieken

### Tweede divisie
|       | AGOVV | Baronie | SC Drente | EDO   | Eindhoven | Gooiland | Heerenveen | Hermes DVS | Limburgia | NOAD  | PEC   | RBC   | Velox | FC VVV | Wageningen | ZFC   |
| ----- | ----- | ------- | --------- | ----- | --------- | -------- | ---------- | ---------- | --------- | ----- | ----- | ----- | ----- | ------ | ---------- | ----- |
| Thuis | 4 – 1 | 4 – 0   | 2 – 3     | 1 – 1 | 1 – 1     | 1 – 0    | 1 – 0      | 1 – 0      | 0 – 2     | 2 – 2 | 1 – 2 | 1 – 0 | 2 – 0 | 1 – 0  | 2 – 0      | 2 – 0 |
| Uit   | 0 – 1 | 0 – 2   | 1 – 2     | 2 – 1 | 2 – 1     | 2 – 2    | 1 – 0      | 2 – 1      | 3 – 0     | 1 – 1 | 4 – 1 | 3 – 0 | 0 – 0 | 1 – 1  | 1 – 0      | 1 – 2 |

### KNVB beker
| 1e ronde                                   | Roda JC | 0 – 1 (0 – 1) | GVAV              |
| 19 oktober 1969 Plaats: Kerkrade Kaalheide |         |               | 10' Henk Cornelis |

## Statistieken Roda JC 1969/1970

### Eindstand Roda JC in de Nederlandse Tweede divisie 1969 / 1970
| Stand | Gespeeld | Gewonnen | Gelijk | Verloren | Punten | Doelpunten voor | Doelpunten tegen |
| ----- | -------- | -------- | ------ | -------- | ------ | --------------- | ---------------- |
| 9e    | 32       | 14       | 7      | 11       | 35     | 41              | 36               |

### Topscorers
| #                | Naam                         | Goal |
| ---------------- | ---------------------------- | ---- |
| 1.               | Jan Deswijzen                | 6    |
| 1.               | Horst Gnielka                | 6    |
| 3.               | Wim Langenhuizen             | 5    |
| 3.               | Jan Schaekens                | 5    |
| 5.               | John Meuser                  | 3    |
| 5.               | Bert Willems                 | 3    |
| 7.               | Rainer Schönwalder           | 2    |
| 8.               | Sjef Engelen                 | 1    |
| 8.               | Hens Fischer                 | 1    |
| 8.               | Martin Jongen                | 1    |
| 8.               | Ger Klein                    | 1    |
| 8.               | Walter Kousen                | 1    |
| 8.               | John Kroonsberg              | 1    |
| 8.               | John Pfeiffer                | 1    |
| 8.               | Bert Slisser                 | 1    |
| 8.               | Jo Strüver                   | 1    |
| Eigen doelpunten |                              |      |
| –                | Johan Schouten (SC Gooiland) | 1    |
| –                | Harry Spermon (Hermes DVS)   | 1    |
| Totaal           | Totaal                       | 41   |

| #      | Naam        | Goal |
| ------ | ----------- | ---- |
| –      | Geen speler | 0    |
| Totaal | Totaal      | 0    |

## Voetnoten
AGOVV · Baronie · SC Drente · EDO · Eindhoven · Gooiland · Heerenveen · Hermes DVS · Limburgia · NOAD · PEC · RBC · Roda JC · Velox · FC VVV · Wageningen · ZFC